# Arina Kuznetsova
Arina Kuznetsova (en ruso: Арина Кузнецова; 4 de diciembre de 2001) es una deportista rusa que compite en tiro, en la modalidad de tiro al plato. Ganó una medalla de oro en el Campeonato Europeo de Tiro de 2025, en la prueba de skeet mixto.

## Palmarés internacional
| Campeonato Europeo | Campeonato Europeo    | Campeonato Europeo | Campeonato Europeo |
| Año                | Lugar                 | Medalla            | Prueba             |
| ------------------ | --------------------- | ------------------ | ------------------ |
| 2025               | Châteauroux (Francia) | Medalla de oro     | Skeet mixto        |